# Коллинз, Сэмюэл
Сэмюэл Коллинз (англ. Samuel Collins, 1619, Брентри — 26 октября 1670, Париж) — английский доктор, был с 1659 по 1666 год врачом русского царя Алексея Михайловича.

## Биография
В биографии Самюэля Коллинза существует большая путаница: и в русских, и в заграничных источниках его смешивают с двумя другими английскими врачами XVII в., носившими то же имя. 
Самюэль Коллинз «первый» родился в 1619 г. в семье викария в Брэйнтри, учился в Кэмбридже, но покинул университет, не окончив его, и уехал в Падую. Здесь он получил звание доктора медицины, затем вернулся в Англию и вторично получил ту же ученую степень в Оксфордском университете (1659 г.). Вскоре после этого Коллинз, вероятно, уехал в Голландию.
В это время английский купец Джон Гебдон в должности московского резидента в Англии и Голландии приехал в Голландию для вербовки на русскую службу офицеров, врачей и аптекарей. В один из своих двух приездов в Голландию (между мартом и декабрем 1659 г. или летом 1660 г.) Гебдон встретился с Коллинзом и предложил ему вакантную должность лейб-медика при царе Алексее Михайловиче. Коллинз согласился и вместе с Гебдоном приехал в Москву.
В Москве Коллинз провёл девять лет, затем по его собственному желанию был отпущен на родину, очень щедро при этом награждённый. Хотя прощальная аудиенция и отпускные документы даны ему были 28 июня 1666 г., в Москве он почему-то оставался до 1668 г. 
Известно, что в 1669 г. Коллинз находился в Лондоне, но вскоре уехал в Париж, где и умер 26 октября 1670 г. 
В церкви его родного городка Брэйнтри no его собственному желанию установлена была поминальная плита, которая даёт некоторые даты и проливает свет на обстоятельства последних лет его жизни.

## Записки о России
После смерти Коллинза один из его учеников или друзей, бывший с ним в России, передал английскому книгоиздателю оставшиеся от Коллинза записки о его пребывании в Москве, которым придана была форма письма. Книга, изданная впервые в Лондоне в 1671 г., привлекла внимание современников и заняла довольно важное место среди иностранных источников о Московском государстве. Полное заглавие её таково: «Нынешнее состояние России, изложенное в письме к другу, живущему в Лондоне, одной значительной особой, в течение девяти лет находившейся при дворе московского царя» (The Present State of Russia, in a letter to a friend at London, written by a Eminent Person, residing at the Great Tzars Court in Mosco for the Space of nine years. — London, 1671).
В дальнейшем сообщаемые Коллинзом сведения излагались и от лица другого автора. В амстердамское издание книги Ламартиньера «Путешествие в северные страны» издатель ввёл без имени Коллинза всё его сочинение о России, приписав его некоему французу, которого якобы Ламартиньер встретил в Печорских лесах. Эта контрафакция была раскрыта лишь в 1913 г.: «о том, что сообщаемые Мартиньером сведения о России суть не что иное, как простая перепечатка сочинения Коллинза, не знали ни немецкий издатель, который в предисловии в числе разных авторов, писавших о России, цитирует и Коллинза, ни английский, который, как видно из заглавного листа, действительно считает автором француза, жившего в России». Не знал этого и не указал в своём русском переводе книги Ламартиньера и В. Семенкович.
Первый русский перевод сочинения Коллинза,  выполненный Николаем Полевым по французскому изданию 1679 г., имеет прибавления, пропуски и большие неточности. Английский подлинник и имя автора, находящееся в приписке в конце книги, стали известны Полевому лишь по отпечатании его перевода.
Первый русский перевод с английского издания 1671 г. дал Пётр Киреевский. Здесь почему-то пропущен отрывок, касающийся происхождения Б. И. Морозова. Из-за цензуры допущены и некоторые сознательные искажения.
Отредактированный фрагмент перевода Киреевского (со сведениями о Сибири) перепечатан в 2006 г.

## Коллинз как фольклорист
В бытность свою на русской службе Коллинз записал несколько русских сказок и баснословных преданий, главным героем которых выступает царь Иван Грозный. 

## Издания
- Коллинс Самуил. Нынешнее состояние России, изложенное в письме к другу, живущему в Лондоне / Пер. П. В. Киреевского // Утверждение династии / Сост. А. А. Либермана, комм. и послесл. С. Ю. Шокарева. — М.: Фонд Сергея Дубова; Рита-Принт, 1997. — С. 185—230. — (История России и дома Романовых в мемуарах современников. XVII—XX вв.). — ISBN 5-89486-002-4.

## Внешние ссылки
- The Present State of Russia, скан первого английского издания (1671)
- Relation curieuse de l'estat present de la Russie, скан первого французского издания (1679)
- Нынешнее состояние России, скан русского издания (1846)
- The Present State of Russia, современное цифровое переиздание английского текста, без картин (2008)